# 푸틀러
푸틀러(러시아어: Путлер 푸틀레르[*], 영어: Putler), 늘여서 블라돌프 푸틀러(러시아어: Владольф Путлер, 영어: Vladolf Putler)는 블라디미르 푸틴과 아돌프 히틀러를 합쳐 만든 경멸적인 신조어이다. 푸틴에 반대하는 사람들은 "푸틀러 카풋!"(독일어: Putler Kaputt!; 러시아어: Путлер Капут!, 푸틀러 머저리!)의 형태로 자주 사용한다.

## 단어의 유래
러시아 언어학자 보리스 샤리풀린에 따르면, '푸틀러'라는 단어는 러시아에서 만들어졌다. 반면 프랑스 역사학자 마를렌 라뤼엘은 우크라이나 언론에서 만들었다고 말했다.

## 단어의 사용
"푸틀러"라는 단어는 러시아와 우크라이나의 야권에서 보편적으로 사용된다. 독일어처럼 들리는 구호 "푸틀러 카풋"을 러시아인이 사용하는 것은 특별한 유희로서의 언어 변화를 나타낸다. 이러한 단어가 러시아인도 이해할 수 있으면서 외국인 관찰자들도 사용하게끔 하는 효과를 낳는다.

### 러시아 국내의 시위
이 구호가 유명해지자 2009년 러시아에서 법적 문제를 일으켰다. 2009년 1월 31일 블라디보스토크에서 러시아 공산당이 조직한 집회에 한 참가자가 "푸틀러 카풋!"이라고 적힌 플래카드를 들고 있었다. 중고차 수입에 대한 새로운 관세를 반대하는 집회였다. 블라디보스토크 러시아 연방 검찰청은 현수막과 관련하여 당의 지역 위원회에 경고를 발령했다. 지역 위원회는 웹사이트에 다음 글을 게시했다.
이 구호는 자동차 업계에 종사하는 푸틀러씨를 모티브로 하여 지어진 것입니다. 푸틀러씨는 자동차 관세 부담 증가로 결국 직장을 잃었고, 가족을 부양할 수입도 끊겼습니다. 우리 지역의 다른 주민들과 마찬가지로, 그는 더 이상 일하며 먹고 살 수 없는 연해주를 떠나기로 마음먹었습니다.

2009년 4월, 구호 사용은 공식적으로 금지되었다. 러시아 법무부의 프리모르스키 법의학 전문 연구소에 따르면, 구호는 "국가 권력을 대표하는 블라디미르 푸틴의 성격이나 활동에 대해 확연히 감정적인 평가를 내리며, 본질적으로 공격적이다."
"푸틀러 카풋"이라는 구호는 2011년 12월 4일 국가두마 선거 및 2012년 대통령 선거 중 모스크바의 야당 집회에서도 사용되었다.

### 2014년 이후

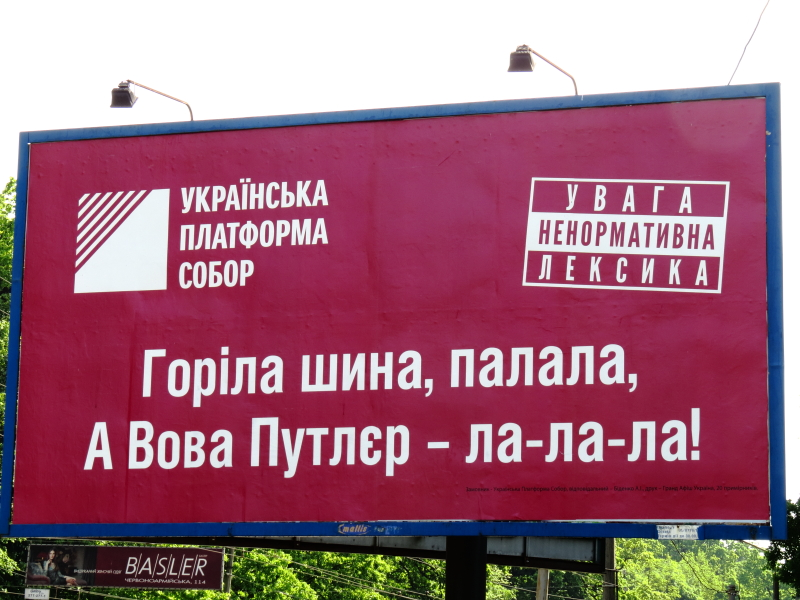
2014년 키이우에 걸린 정당 우크라이나 의회연단의 선거 포스터. "타이어는 불타고, 보바 푸틀러는 헬렐레 "라고 적혀 있다.

이 조롱조의 단어는 2014년 인기를 끌었다. 일부 정치인 및 언론인이 나치 독일의 2차 세계 대전으로 이어진 1938년 오스트리아의 안슐루스와 비교한 러시아의 크림반도 병합 이후 "푸틀러"는 "2014년 올해의 단어" 후보로 지명되었다. 《워싱턴 포스트》는 이러한 성명을 다수 인용하고, "푸틀러, 우크라이나에서 손 떼"와 "푸틀러 카풋!"이라는 문구가 적힌 포스터를 들고 있는 우크라이나 시위대의 사진을 게시했다. 포스터에는 블라디미르 푸틴과 아돌프 히틀러의 외형적 특징을 조합한 캐리커처가 그려져 있었다. 몇몇 러시아 언어학자들은 이 기사가 독자들 사이에서 푸틴에 대한 부정적인 이미지를 의도적으로 형성했다고 간주했다.
저널리스트 로저 존스에 따르면, 2014년 워싱턴 주재 러시아 대사관 앞에서 시위가 벌어졌을 때 "푸틀러"라는 표현이 "눈에 띄었다"고 한다.
2014년 7월 블라디미르 푸틴과 독일 총리 앙겔라 메르켈이 나란히 앉아 결승전을 지켜보는 FIFA 월드컵 사진이 공개된 후 SNS에는 "고마워요, 푸틀러 부인"(독일어: Danke, Frau Putler)이라는 댓글이 달렸다. 《가디언》에 따르면, 이 댓글의 작성자는 러시아-우크라이나 전쟁에 대한 메르켈의 입장 표명에 불만을 품은 우크라이나인이다.
"푸틀러"라는 단어는 러시아인과 우크라이나인에 대해 사용되는 모욕적인 언어를 비교하는 학술 및 언론 자료에서 자주 사용되었다. "푸틀러"는 일반적으로 "공격하라" 또는 "씨발"과 같이 부정적인 단어와 함께 사용된다.
"푸틀러"는 2022년 러시아의 우크라이나 침공에 반대하는 국제 사회의 시위 현장에서 흔히 언급되고 있다.

## 같이 보기
- 푸틴 후일로!
- 라시즘

### 내용주
1. ↑  푸틴의 이미지를 형성한 문구는 다음과 같다. "다들 이걸 보고 '푸틀러'라고 해요. 그리고, 좀 기괴해(creepy) 보이죠". 여기서 '기괴하다'라는 단어는 지도자에 대한 감정적인 반응을 강조할 목적으로 사용되었다.

### 참조주
1. ↑  Katarzyna Jamróz (2022년 3월 7일). “[WIDEO] Vladolf Putler? Austriacy kpią z prezydenta Rosji”. 《głos24》 (폴란드어). 2022년 3월 15일에 확인함.
2. ↑  “Российский бизнесмен о Путине: гэбэшное чмо с пустыми рыбьими глазами”. 《Главред》 (러시아어) (Ukraine). 2015년 11월 10일. 2022년 3월 15일에 확인함.
3. ↑  “Слава Рабинович: Как и когда совершат в Кремле "дворцовый переворот"?”. 《Главное》 (러시아어) (Ukraine). 2016년 10월 13일. 2022년 3월 15일에 확인함.
4. 1 2 3  Kabanova, Irina (2016).  Zhigalev, Boris, 편집. “Интертекстуальный Статус Аллюзивных Включений в Медийном Дискурсе” [Intertextual Status of Allusion in Mass Media Discourse] (PDF). 《Vestnik of Nizhny Novgorod Linguistics University》 (러시아어) (N. A. Dobrolyubova State Linguistic University of Nizhny Novgorod) (33): 31–39.
5. ↑  Gorban', V (2015년 7월 9일) [2014]. “Креативний Потенціал Антропонімів у Політичному Дискурсі (Мінливість vs Стійкість)” [Creative Potential of Anthroponyms in Political Discourse (Variability vs Stability)]. 《Слов'янський збірник》 (러시아어) (Odessa University) (18): 20–28.
6. ↑  Ratajczyk, Krystyna (2013). “Семантика контаминированных образований в языке российских и польских СМИ” [The semantics of contaminated structures in the language of Russian and Polish media]. 《Acta Universitatis Lodziensis. Folia Linguistica Rossica》 (러시아어) (University of Łódź) 09. ISSN 2353-9623.
7. 1 2  Steksova, Tatyana (2012). “Словотворчество как проявление политических пристрастий” [Word formation as a manifestation of political passions]. 《Сибирский филологический журнал》 (러시아어) (4): 204. ISSN 1813-7083.
8. ↑  Tempest, Richard (2016년 7월 2일). “The Charismatic Body Politics of President Putin”. 《Journal of Political Marketing》 15 (2–3): 101–119. doi:10.1080/15377857.2016.1151105. ISSN 1537-7857.
9. ↑  Sharifullin, Boris (2016). “Ономастические Игры в Российских Информационно Психологических Войнах” [Onomastig Games in Russian Information Warfare]. 《Ecology of Language and Communicative Practice》 (러시아어) (Krasnoyarsk: Siberian Federal University) 1: 4. ISSN 2311-3499.
10. ↑  Laruelle, Marlene (2021년 3월 22일). 〈Introduction: Russia and the Symbolic Landscape of Fascism〉. 《Is Russia Fascist?》. Cornell University Press. 1–9쪽. doi:10.1515/9781501754159-002. ISBN 978-1-5017-5415-9.
11. ↑  Gaufman, Elizaveta (2018) [2017]. “The Post-Trauma of the Great Patriotic War in Russia” (PDF). 《Studies in Russian, Eurasian and Central European New Media》 (18): 36.
12. ↑  Fedorova, Ludmila (2014년 4월 2일). “Языковой ландшафт: город и толпа” [Linguistic Landscape: City and Crowd] (러시아어). Russian State University for the Humanities. 78쪽. 2021년 3월 29일에 확인함.
13. ↑  “Путлер вне закона” [Putler is outlawed]. 《Expert》 (러시아어). 2009년 4월 3일. 2022년 2월 27일에 원본 문서에서 보존된 문서. 2021년 3월 29일에 확인함.
14. 1 2  Potsar, Anna (2014년 12월 21일). “Главные слова и фразы жителей России в 2014 году” [The main words and phrases of the inhabitants of Russia in 2014]. 《Delovoy Peterburg》 (러시아어). 2021년 3월 29일에 확인함.
15. 1 2  Chernyshev, Alexey (2009년 4월 3일). “Фамилия Путлер признана экстремистской” [Surname Putler recognized as extremist]. 《Kommersant》 (러시아어). 2021년 3월 29일에 확인함.
16. ↑  “Vladivostok Officials Ban 'Putler Kaput' Slogan”. 《Radio Free Europe/Radio Liberty》. 2009년 4월 6일. 2021년 3월 29일에 확인함.
17. ↑  Mikhalkova, Elena (2012). “Дискурсивные особенности текстов плакатов на митингах оппозиции в Москве, проведенных в связи с выборами в Государственную думу РФ 4 декабря 2011 г. И выборами Президента РФ 4 марта 2012 г” [Aspects of Discourse, Found in the Texts of Posters at Meetings Held in Moscow Over the Elections to State Duma (4 December 2012) and Presidential Elections (4 March 2012)]. 《Политическая лингвистика》 (Tyumen) 2 (40): 129. ISSN 1999-2629.
18. ↑  “"Креативная" агитация перед выборами: Дарт Вейдер, Богиня, "пЫжиты по-новому" и "ла-ла-ла"” ["Creative" campaigning before the elections: Darth Vader, the Goddess, "new ways" and "la-la-la"]. 《tsn.ua》 (러시아어). 1+1 Media Group. 2014년 5월 27일. 2021년 8월 9일에 확인함.
19. 1 2  McCoy, Terrence (2014년 4월 23일). “Here's 'Putler:' The mash-up image of Putin and Hitler sweeping Ukraine”. 《The Washington Post》. ISSN 0190-8286. 2021년 3월 29일에 확인함.
20. ↑  Shmeleva, Elena (2015). “Интернет-коммуникация: новые тенденции в русском словообразовании” [Internet Communication: New Trends in Russian Word Formation]. 《Верхневолжский филологический вестник》 (러시아어) (2). ISSN 2499-9679.
21. ↑  Morozova, Oksana (2014). “Формирование образа России в условиях политической напряженности (на материале американской прессы)” [Creating the Image of Russia in Political Tension Conditions (Based on American Press)]. 《Известия Саратовского университета. Новая серия. Серия Филология. Журналистика》 (러시아어) (Saratov State University) 14 (4): 113. ISSN 1817-7115.
22. ↑  Jones, Rodger (2014년 3월 3일). “Putin is 'Putler' to parts of Eastern Europe”. 《The Dallas Morning News》. 2021년 3월 29일에 확인함.
23. ↑  Tsagolova, V. (2016).  Chudinov, Anatoly, 편집. 《Прецедентные трансформы (на материале образа А. Меркель в СМИ)》 [Precedent Transforms (based on the image of Angela Merkel in mass media)] (PDF) (러시아어). Yekaterinburg. 208쪽. ISBN 978-5-7186-0796-3. 2021년 3월 29일에 확인함.
24. ↑  Knoblock, Natalia; Beliaeva, Natalia (2020). 〈Blended names in the discussions of the Ukrainian crisis〉. 《Language of conflict : discourses of the Ukrainian crisis》. London, UK: Bloomsbury Publishing. 84쪽. ISBN 978-1-350-09863-3. OCLC 1141994486.
25. ↑  Rodrigues, Charlene (2022년 2월 24일). “In Pictures: Protesters worldwide rally against Russia's invasion of Ukraine”. 《The Independent》 (영어). 2022년 2월 24일에 원본 문서에서 보존된 문서. 2022년 3월 4일에 확인함.